# Robert Wadlow
Robert Pershing Wadlow (Alton, 22 febbraio 1918 – Manistee, 15 luglio 1940) è stato uno showman statunitense e fu, con i suoi 272 cm, l'essere umano più alto mai esistito secondo il Guinness World Records: la sua massa era di 199 kg.
Wadlow era noto anche come Gigante di Alton e Gigante dell'Illinois, soprannomi riferiti al fatto che egli era nato e cresciuto ad Alton, nell'Illinois. 
La sua notevole altezza fu dovuta alla iperplasia della ghiandola pituitaria, una malattia che lo portò a crescere in media 9,72 cm ogni anno.

## Biografia
Wadlow divenne una celebrità dopo il suo tour con il Ringling Brothers Circus. Apparve con i fratelli Ringling al Madison Square Garden e al Boston Garden nel Ring Center; era abbigliato con suoi vestiti normali in quanto non voleva travestirsi da clown come gli aveva richiesto il circo. Nel 1938 fece un tour promozionale con una società internazionale di calzature che gli aveva fornito le sue scarpe (numero 78) gratuitamente. Fece molti viaggi e apparizioni pubbliche, lavorando anche nella pubblicità.
Anche la stampa italiana dell'epoca parlò di Wadlow (per La Stampa del 21 novembre 1939 era scritto «Waldow»): veniva presentato come l'uomo alto 3 metri e dal peso di 245 chilogrammi, ospite dell'Esposizione di New York (New York World's Fair).
Wadlow possedeva una grande forza fisica che conservò fino all'ultimo anno della sua vita, quando la sua salute in generale iniziò a deteriorarsi rapidamente. Morì nel 1940 all'età di 22 anni. Il decesso a quanto pare si verificò a seguito di un'infezione alla caviglia destra, causata da un tutore che era stato montato male solo una settimana prima. È sepolto nell'Upper Alton Cemetery, nella natìa Alton.
Era massone.

## Andamento di crescita

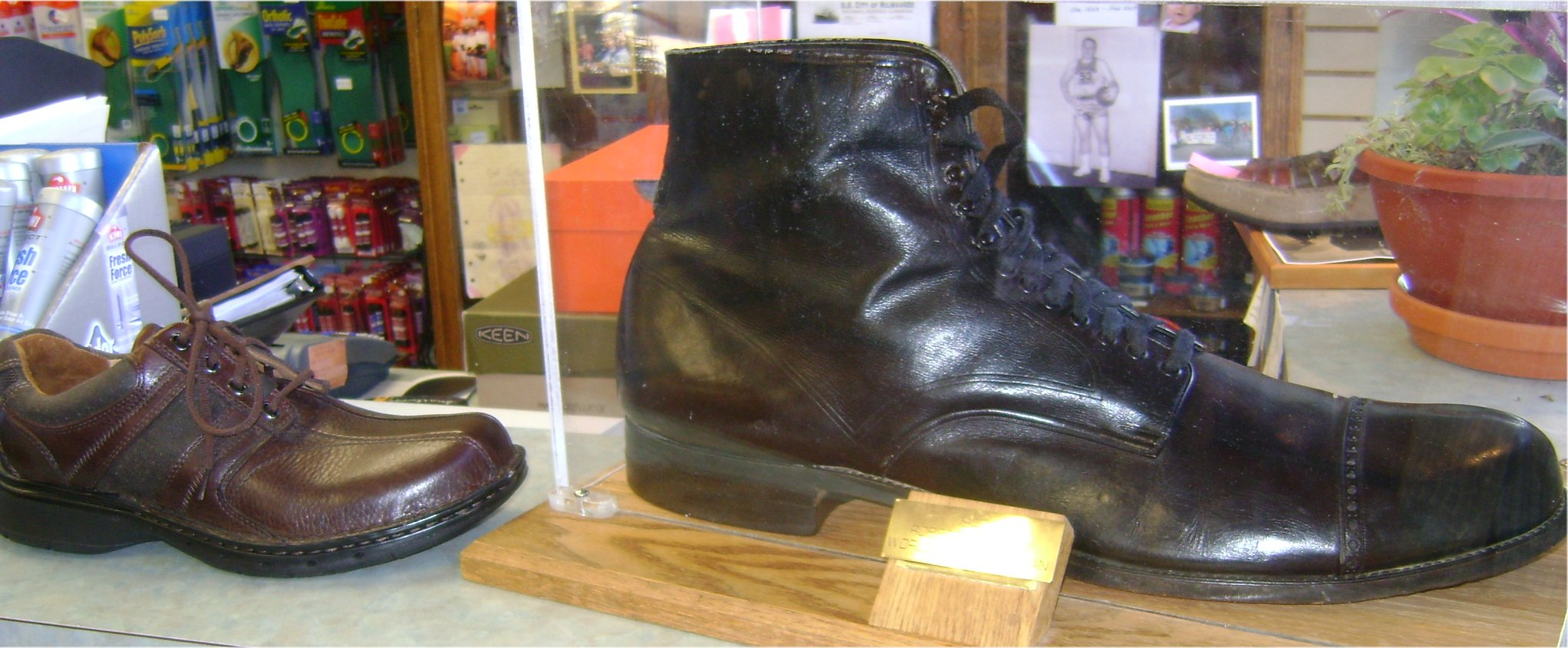
Scarpa di Robert Wadlow (numero 78) paragonata ad una scarpa numero 48

| Età     | Altezza | Peso   | Taglia                                 | Note |
| ------- | ------- | ------ | -------------------------------------- | --- |
| 0 mesi  | 51 cm   | 4 kg   | Media                                  | Altezza e peso normali. |
| 6 mesi  | 88 cm   | 14 kg  | 2 anni                                 | |
| 1 anno  | 1,07 m  | 20 kg  | 4 anni                                 | |
| 18 mesi | 1,30 m  | 30 kg  | 8 anni                                 | A meno di due anni in molti lo hanno confuso per un bambino dai 7 ai 9 anni.                                                     |
| 2 anni  | 1,38 m  | 34 kg  | 10 anni                                | |
| 3 anni  | 1,50 m  | 40 kg  | 12 anni                                | |
| 4 anni  | 1,60 m  | 48 kg  | 14 anni                                | La sua altezza era poco meno quella di una donna con altezza normale.                                                            |
| 5 anni  | 1,69 m  | 64 kg  | 15 anni                                | Indossava abiti che si adattavano a un ragazzo di 15 anni.                                                                       |
| 6 anni  | 1,70 m  | 66 kg  | 15 anni                                | A sei anni era già più alto di 5 cm di sua madre.                                                                                |
| 7 anni  | 1,78 m  | 72 kg  | Altezza media di un uomo adulto (USA). | A sette anni raggiunge l’apice dell’altezza degli uomini.                                                                        |
| 8 anni  | 1,83 m  | 77 kg  |                                        | A otto anni era già alto quanto suo padre.                                                                                       |
| 9 anni  | 1,88 m  | 82 kg  |                                        | Era abbastanza forte da portare suo padre (che era seduto su una sedia nel soggiorno), su per le scale fino al secondo piano.    |
| 10 anni | 1,96 m  | 96 kg  |                                        | A 10 anni lo soprannominarono “il gigante”                                                                                       |
| 11 anni | 2,11 m  | 109 kg |                                        | Ogni anno cresceva di 10 cm, a cavallo dei 10 e 11 anni è cresciuto di oltre 20.                                                 |
| 12 anni | 2,13 m  | 130 kg |                                        | Tutti i vestiti gli stavano stretti, quindi i genitori dovettero rivolgersi ad una azienda per fabbricargliene su misura.        |
| 13 anni | 2,24 m  | 137 kg |                                        | Era il più alto Boy Scout Mondiale, in media cresceva 10 cm per anno fin dalla nascita e indossava il numero 25 (USA) di scarpe. |
| 14 anni | 2,26 m  | 150 kg |                                        | Il piede raggiunge la taglia 78 e cessa di crescere.                                                                             |
| 15 anni | 2,39 m  | 161 kg |                                        | A causa della continua crescita, doveva sostituire gli abiti una volta ogni mese.                                                |
| 16 anni | 2,47 m  | 170 kg |                                        | |
| 17 anni | 2,51 m  | 173 kg |                                        | Prende il diploma di scuola superiore l'8 gennaio 1936.                                                                          |
| 18 anni | 2,54 m  | 177 kg |                                        | Diventato maggiorenne, era già il 2° uomo più alto al mondo.                                                                     |
| 19 anni | 2,60 m  | 220 kg |                                        | Gli mancavano 7 cm per diventare l’uomo più alto al mondo.                                                                       |
| 20 anni | 2,62 m  | 221 kg |                                        | A quest’età si incontrò con l’uomo più alto al mondo.                                                                            |
| 21 anni | 2,64 m  | 223 kg |                                        | Da pochi anni iniziò a crescere più lentamente.                                                                                  |
| 22 anni | 2,72 m  | 199 kg |                                        | muore per un'infezione alla caviglia sinistra per colpa di un tutore montato male la settimana prima                             |

note
1. ↑  Alton Museum of History and Art, URL consultato il 26-09-2015
2. ↑  meteoweb.eu, 20-10-2014
3. ↑  Tre metri e 245 kg, La Stampa, Torino, 21 novembre 1939, p. 4.
4. ↑  guinnessworldrecords.com, URL consultato il 26-09-2015
5. ↑   https://history.info/on-this-day/1940-the-tallest-man-in-history-was-a-freemason/